# 谢绛
謝絳（994年—1039年），字希深，富阳（今属浙江）人，
謝濤之子。北宋大中祥符八年（1015年），登进士甲科，授汝阴县令。仁宗朝，累官知制誥，長於制誥，歐陽修稱其辭“尤得其體，世所謂常、楊、元、白，不足多也”。蔡襄说他“文章谨于法度，叙史体，述制命，尤为深约典重”。宝元二年（1039年）為鄧州知州時，卒於任上。妹妹嫁給梅堯臣。有子謝景初、謝景溫、謝景平及謝景回。

《韓非子》的舊注，《道藏》書目記載爲（宋）謝希深注，即是謝絳。其他說法懷疑是唐代尹知章，或唐代李瓚，均非。

## 延伸阅读
[在维基数据编辑]
 《宋史·卷295》，出自脱脱《宋史》